# بخش وین (شهرستان بلمونت، اوهایو)
بخش وین (به انگلیسی: Wayne Township) یک منطقهٔ مسکونی در ایالات متحده آمریکا است که در شهرستان بلمون، اوهایو واقع شده‌است.
 بخش وین ۹۲٫۲ کیلومتر مربع مساحت و ۷۰۹ نفر جمعیت دارد و ۳۲۵ متر بالاتر از سطح دریا واقع شده‌است.